# Perideridia oregana
Perideridia oregana är en flockblommig växtart som först beskrevs av Sereno Watson, och fick sitt nu gällande namn av Mildred Esther Mathias. Perideridia oregana ingår i släktet Perideridia och familjen flockblommiga växter. Inga underarter finns listade i Catalogue of Life.